# 劳厄讷布拉赫
劳厄讷布拉赫是德国巴伐利亚州的一个市镇。总面积61.10平方公里，总人口2970人，其中男性1536人，女性1434人（2011年12月31日），人口密度49人/平方公里。